# Мартыново (Смоленская область)
Марты́ново — деревня в Холм-Жирковском районе Смоленской области России. Входит в состав Томского сельского поселения. Население — 58 жителей (2007 год). 
Расположена в северной части области в 28 км к западу от Холм-Жирковского, в 27 км юго-восточнее автодороги Р136 Смоленск — Нелидово, на берегу реки Вопь. В 14 км северо-восточнее деревни расположена железнодорожная станция Канютино на линии Дурово — Владимирский Тупик.

## История
В годы Великой Отечественной войны деревня была оккупирована гитлеровскими войсками в октябре 1941 года, освобождена в марте 1943 года.